# Milano-Torino 1974
La Milano-Torino 1974, sessantesima edizione della corsa, si tenne il 9 marzo 1974. Fu vinta dal belga Roger de Vlaeminck.

## Ordine d'arrivo (Top 10)
| Pos. | Corridore          | Squadra | Tempo |
| ---- | ------------------ | ------- | ----- |
| 1    | Roger de Vlaeminck |         |       |
| 2    | Marcello Bergamo   |         |       |
| 3    | Italo Zilioli      |         |       |
| 4    | Franco Bitossi     |         |       |
| 5    | Domingo Perurena   |         |       |
| 6    | Simone Fraccaro    |         |       |
| 7    | Josef Fuchs        |         |       |
| 8    | Antonio Martos     |         |       |
| 9    | Gianni Motta       |         |       |
| 10   | Gosta Petterson    |         |       |